# 친링-화이허선
친링-화이허선(秦岭淮河线)은 중화인민공화국 화북과 화남 지역을 나누는 가상의 선으로 산시성 남부의 친링산맥과 화이허를 포함하며 대략 북위 33도를 지난다. 친링-화이허선은 화북과 화남을 기후적, 문화적, 역사적으로 달라지게 했다.

## 역사

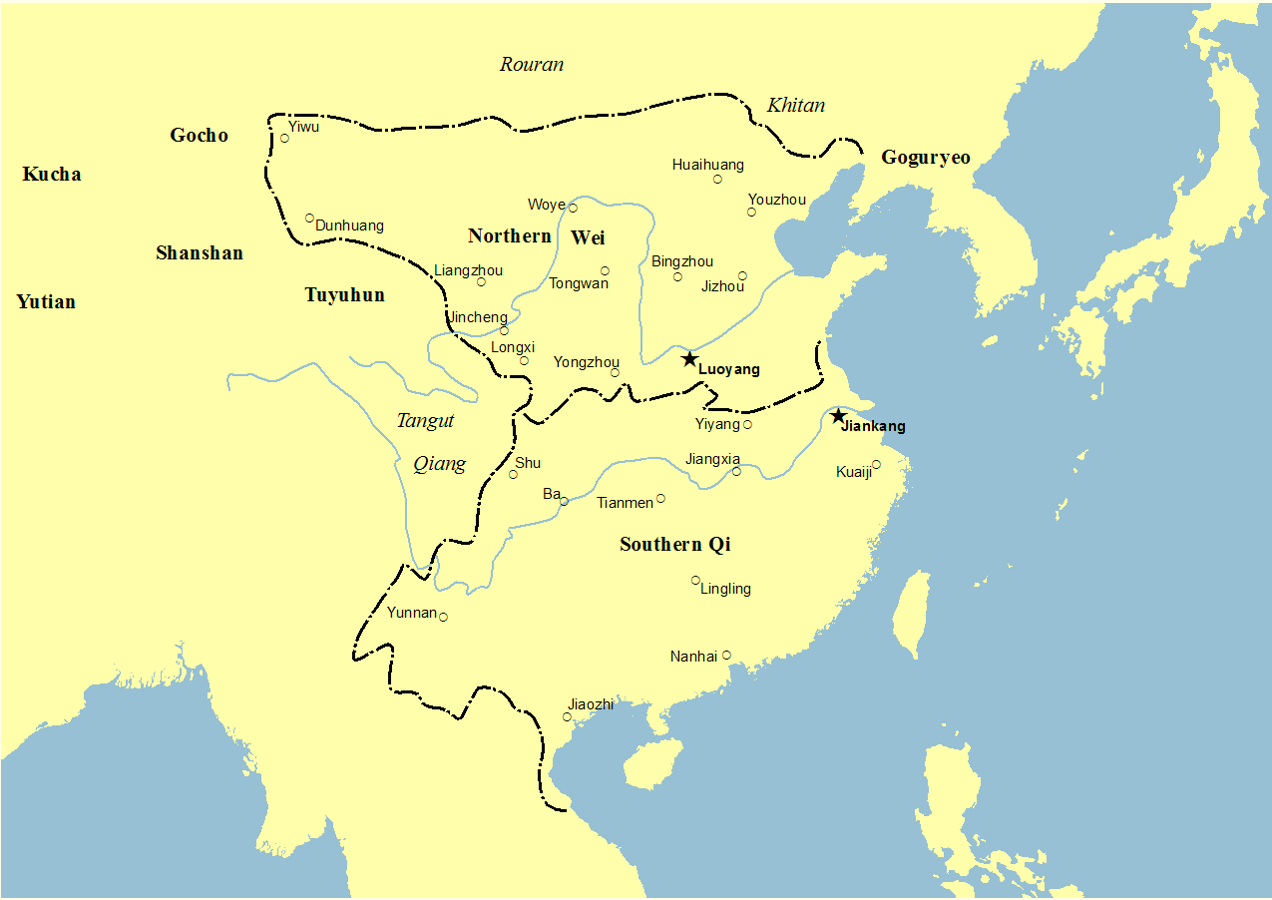
497년 북위와 남제의 국경선

역사적으로 친링-화이허선은 남북조 시대 및 남송-금나라와 같이 화북과 화남에 각각 자리 잡은 나라의 국경 역할을 하기도 했다.
화북 지역에서 황하 문명이 발원한 이래로 화북은 화남보다 더 개발됐었으나 수천 년 간 그 양상이 바뀌어 오늘날에는 1선급 도시 네 곳 중 베이징시를 제외한 세 곳(상하이시, 광저우시, 선전시)이 화남에 위치할 정도로 화남이 성장했다. 1960년에는 친링-화이허선 이북 화북과 이남 화남의 지역 총 생산액이 비슷했으나 2019년에는 화남이 83% 높다.

## 같이 보기
- 헤이허-텅충선